# 湖南图书馆
湖南图书馆，位于湖南省长沙市韶山北路，是国家一级图书馆，也是全国古籍重点保护单位。

## 历史沿革
湖南图书馆的前身为始建于1904年3月的古定王台的湖南图书馆兼教育博物馆。
旧馆由梁焕奎等人募捐，湖南巡抚赵尔巽准令修建，是中国第一家以图书馆命名的省级公共图书馆。
1927年间，何叔衡担任湖南图书馆兼教育博物馆的馆长。
1984年12月，韶山路的新馆舍落成开放，时任中共中央总书记的胡耀邦题写了馆名。

## 场馆建设
湖南图书馆共有阅览位1570余个，设有综合借阅处、文学艺术图书借阅室、中文报纸期刊借阅室、外文借阅室、中文参考图书借阅室、地方文献阅览室、古籍阅览室、电子阅览室等服务窗口。
湖南图书馆还有湖南人物资料中心、毛泽东著作版本室、徐特立藏书阅览室、家谱收藏中心、滋贺文库、音像借阅室、盲人图书馆、湖南图书馆少年儿童分馆、老年图书馆、女子图书馆等。

## 展览活动
- 2016年6月22日，“中美交往史图片展”在湖南图书馆开幕[2]。